# Alexis Ravelo
Alexis Ravelo Betancor (Las Palmas de Gran Canaria, 20 de agosto de 1971 - Ibidem, 30 de enero de 2023) fue un escritor español que cultivaba los géneros de novela negra, cuento y microrrelato.

## Biografía
Nació en el barrio de Escaleritas en Las Palmas de Gran Canaria y, desde muy joven, trabajó en el mundo de la hostelería como camarero. Su formación es autodidacta. Inició estudios de Filosofía en la UNED. Asistió a los talleres de narrativa impartidos por Augusto Monterroso y Alfredo Bryce Echenique en el Centro Insular de Cultura.
Fue cofundador de la revista literaria La Plazuela de las letras y creador del espacio de divulgación cultural Matasombras, junto con Antonio Becerra Bolaños, en Las Palmas de Gran Canaria. Escribió espectáculos teatrales y guiones para programas infantiles de televisión. En 2006 ingresó en la Asociación Canaria de Escritores, que abandonó a finales de 2008 por divergencias con la junta directiva.
Impartió talleres literarios en diversos foros y academias, como La máquina del cuento, Factoría de Ficciones o Vidas cruzadas. Desde 2013 escribió una columna de opinión en el periódico digital Canarias Ahora.
Falleció en su ciudad natal de forma totalmente inesperada víctima de un infarto.

### Homenajes
- El 8 de febrero de 2023 fue nombrado a título póstumo Hijo Predilecto de Gran Canaria por parte del Cabildo Insular de Gran Canaria.[6]

- El Ayuntamiento de Arucas y Editorial Alrevés crearon el premio de novela negra Alexis Ravelo.[7]
- Al mismo tiempos se puso en marcha la Escuela Canaria de Letras Alexis Ravelo en la ciudad de Las Palmas de Gran Canarias.[8]

## Trayectoria literaria
Publicó su primer libro de relatos, Segundas personas en 2000, después de que recibiera el año anterior el Premio Poeta Domingo Velázquez. Los seis años posteriores los dedicó a escribir principalmente teatro y publicidad, aunque durante ese tiempo aparecieron también relatos y artículos suyos en revistas, periódicos, volúmenes colectivos y antologías (por ejemplo, uno de sus cuentos fue incluido en la antología Relato español actual, realizada por Raúl Hernández Viveros en 2001 y publicada por la Universidad Nacional Autónoma de México y el Fondo de Cultura Económica de España.
En 2006 aparece su segundo volumen de cuentos, esta vez fantásticos, Ceremonias de interior, y su primera novela negra, Tres funerales para Eladio Monroy, ambientada en su ciudad natal. Esta obra, protagonizada por un exmarinero buscavidas, cínico y violento, fue la primera de una serie que prosiguió con Sólo los muertos. Paralelamente, Ravelo continuó cultivando el cuento y el microrrelato, el libro infantil y la novela juvenil.
Algunos críticos notaron en su primera etapa una excesiva influencia de Julio Cortázar, pero con el tiempo su estilo fue evolucionando hasta alcanzar una voz más personal.
Ravelo, que en su blog bromeó autoetiquetándose como un "escritorzuelo" y un "escribidor", ha afirmado que el texto no es más que escritura hasta que la mirada del lector no lo convierte en literatura. Tiene un estilo rápido. Supedita la estética al desarrollo del argumento, aunque son constantes sus juegos lingüísticos y conceptuales. Con frecuencia declaró su intención de escribir textos amenos e incómodos a un tiempo, tendiendo a epatar al burgués y a enfrentarse con la autoridad. Es habitual en sus textos la propuesta de divertimentos (como la de que sea el lector quien atribuya a sus autores las citas que introduce en medio de una novela) o la inserción de pequeñas boutades (uno de sus libros incluye, al final, una hoja de reclamaciones), apelando a la constante implicación del lector. Por otro lado, sus historias suelen apelar a temas de la filosofía o de asunto sociopolítico.
Su obra ha recibido el elogio crítico de autores como Fernando Bruquetas, Dolores Campos-Herrero, Emilio González Déniz, Alicia Llarena, y Raúl Argemí y era considerado como uno de los narradores canarios más prometedores de su generación, lo que en 2013 se vio confirmado con el XVII Premio de Novela Negra Ciudad de Getafe por La última tumba, que tuvo excelentes críticas de los miembros del jurado. Según Lorenzo Silva, "demuestra que la novela negra en España es mucho más que Madrid y Barcelona, y que desde Las Palmas de Gran Canaria se puede servir una historia criminal contundente e importante". Fernando Marías, por su parte, la consideró una "novela negra-negra, seca y sin concesiones, cargada de la solidez más clásica del género. Una trama sin fisuras y, sobre todo, un personaje principal absorbente: ambiguo, oscuro, ingenuo a su manera, un inocente acostumbrado a sobrevivir en las peores alcantarillas".

## Premios
- (2023) Hijo predilecto de la isla de Gran Canaria.[14]
- (2021) Premio Café Gijón, por Los nombres prestados.[15]
- (2014) Premio Tormo Negro Masfarné de Las Casas Ahorcadas, por La estrategia del pequinés.
- (2013) Premio Hammett a la mejor novela negra publicada, por La estrategia del pequinés.[16]

## Obras

### Relatos
- Segundas personas, Cabildo de Fuerteventura, 2000.
- Ceremonias de interior, Baile del Sol, 2006.
- Algunos textículos, Anroart, 2007.

### Novelas
- Tres funerales para Eladio Monroy, Anroart, 2006. Primera de la serie Eladio Monroy
- La noche de piedra (La iniquidad I), Anroart, 2007. Reeditada por Alrevés en 2023.
- Sólo los muertos, Anroart, 2008. Segunda de la serie Eladio Monroy
- Los días de mercurio (La iniquidad II), Anroart, 2010. Reeditada por Alrevés en 2022.
- Los tipos duros no leen poesía, Anroart, 2011. Tercera de la serie Eladio Monroy
- Morir despacio, Anroart, 2012. Cuarta de la serie Eladio Monroy
- La estrategia del pequinés, Alrevés, 2013.
- La última tumba, EDAF, 2013.
- Las flores no sangran, Alrevés 2015.
- La otra vida de Ned Blackbird, Siruela, 2016.
- Los milagros prohibidos, Siruela, 2017.
- El peor de los tiempos, Alrevés, 2017. Quinta de la serie Eladio Monroy
- La ceguera del cangrejo, Siruela, 2019.
- Un tío con una bolsa en la cabeza, Siruela, 2020.
- Si no hubiera mañana, Alrevés, 2021. Sexta de la serie Eladio Monroy
- Los nombres prestados, Siruela, 2022.

### Infantil y juvenil
- La princesa cautiva, Anroart, 2008.
- Historia del bufón Alegre Contador, Anaya, 2008.
- Los perros de agosto, Anaya, 2009.
- Las pruebas de Maguncia,
- Las ratas de noviembre, Anaya, 2015